# Zelene, Kompaniivka
Zelene (în ucraineană Зелене) este un sat în comuna Mariivka din raionul Kompaniivka, regiunea Kirovohrad, Ucraina.

## Demografie
Componența lingvistică a localității Zelene
     Ucraineană (93,76%)
     Rusă (2,73%)
     Română (1,36%)
     Alte limbi (0,19%)
Conform recensământului din 2001, majoritatea populației localității Zelene era vorbitoare de ucraineană (93,76%), existând în minoritate și vorbitori de rusă (2,73%), armeană (1,75%) și română (1,36%).